# Most élsz
Most élsz è il primo singolo estratto dall'album di debutto della cantante pop-rock ungherese Magdolna Rúzsa.

## Classifiche
| Classifica (2006) | Posizione massima |
| ----------------- | ----------------- |
| Ungheria          | 2                 |